# Starfire Optical Range

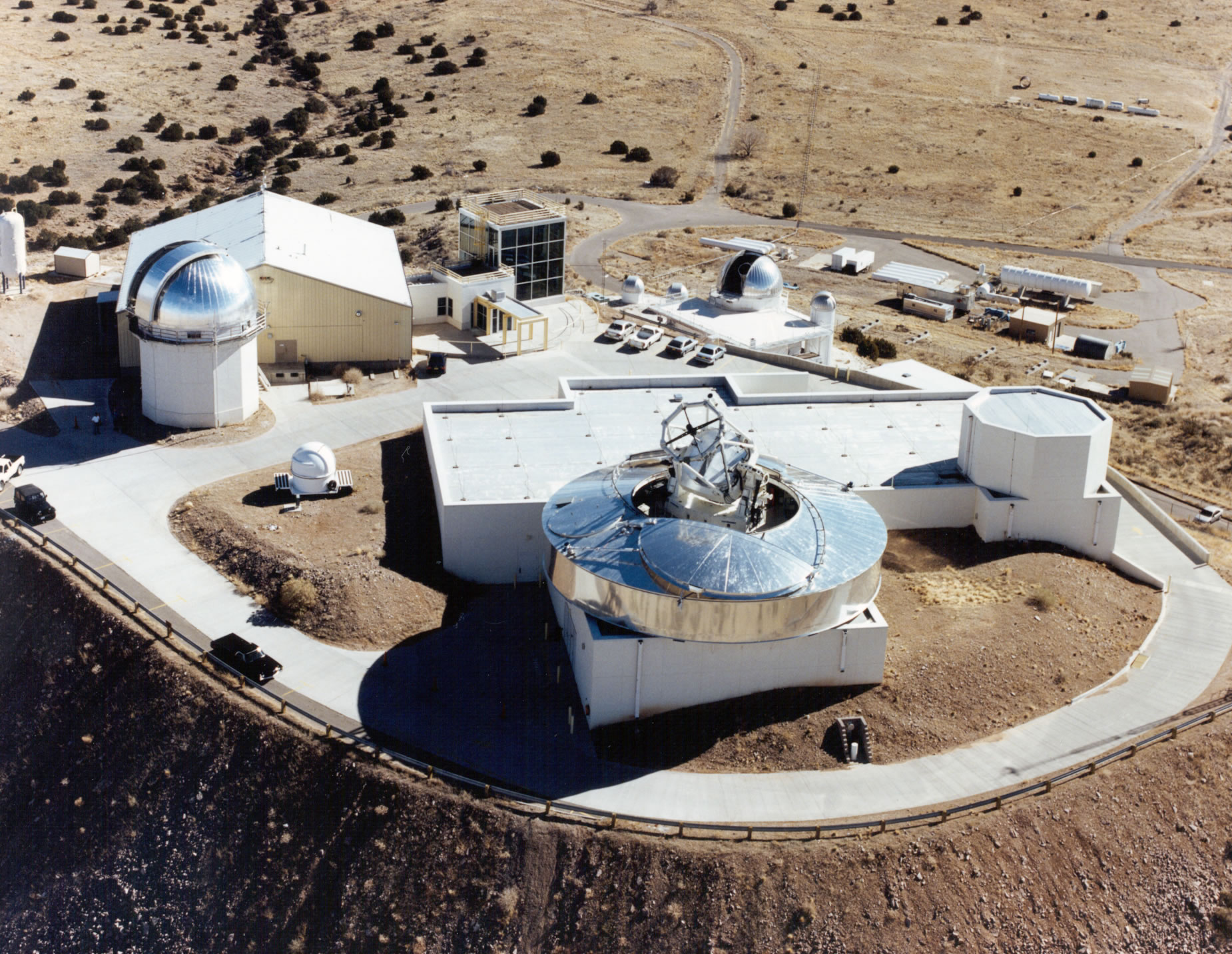
Die Starfire Optical Range, aus Helikopterperspektive

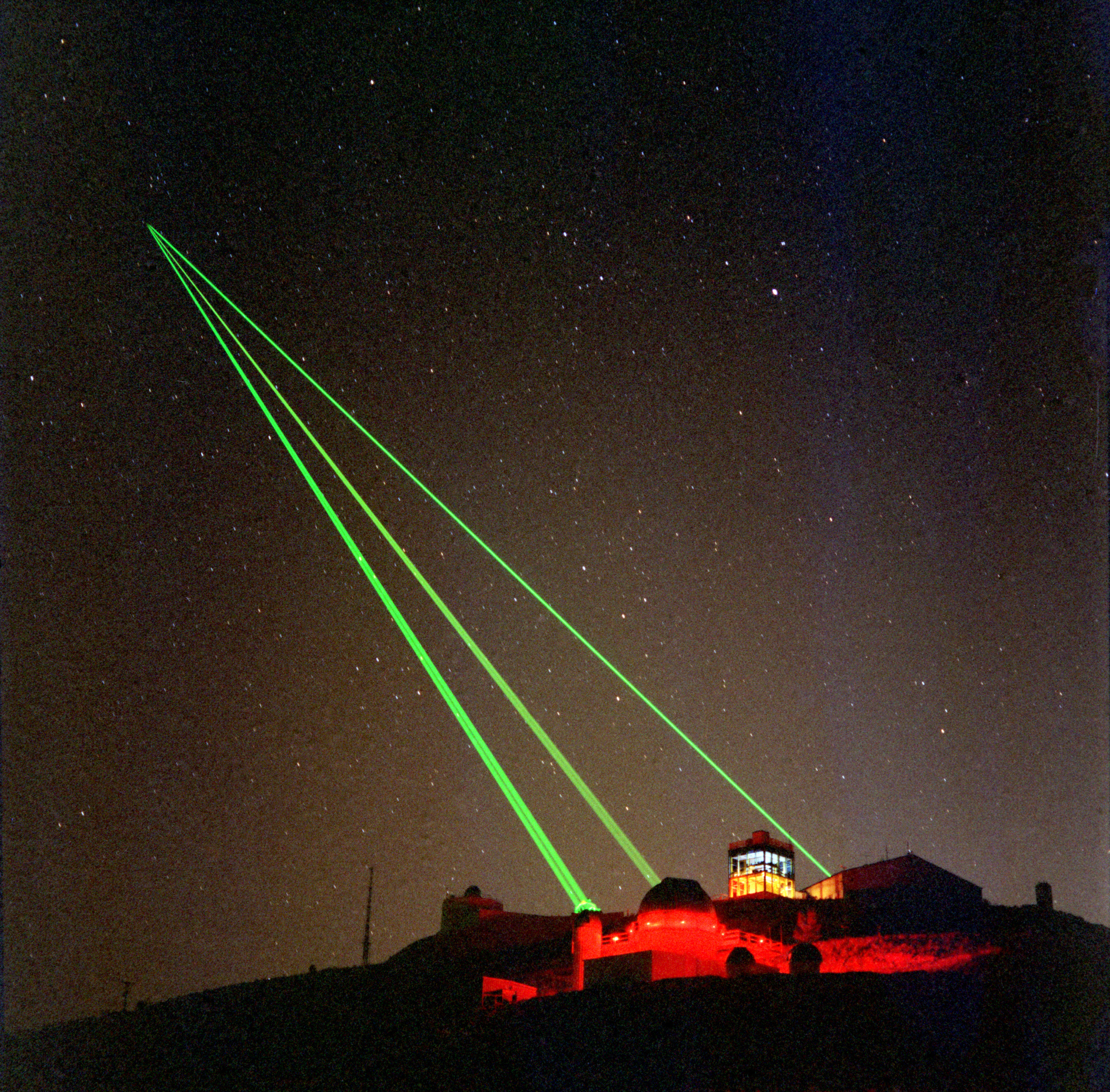
Drei grüne Laser strahlen in die gleiche Richtung

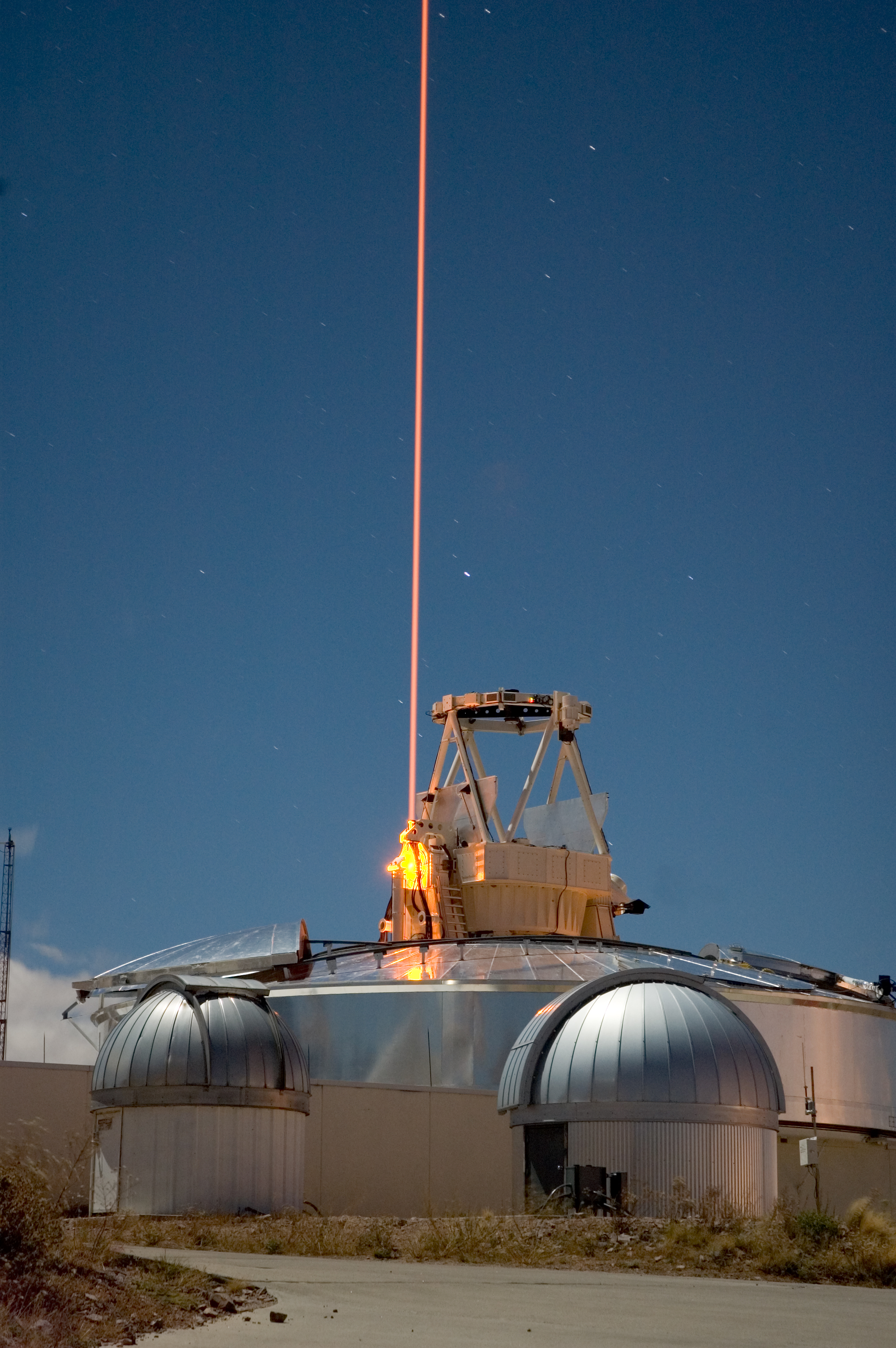
Ein FASOR, abgestimmt auf die Natrium D2a Linie zur Anregung der atmosphärischen Natriumschicht, im Betrieb für LIDAR und Leitstern Experimente.

Die Starfire Optical Range ist ein Forschungslabor der United States Air Force, das sich in der Kirtland Air Force Base in Albuquerque (New Mexico) befindet. Gemäß ihrer Homepage arbeitet es an der „Entwicklung und Demonstration von Techniken zur Kontrolle optischer Wellenfronten“. Die Anlage ist ein Sicherheitstrakt und bildet eine Einrichtung des „Directed Energy Directorate“ des Air Force Research Laboratory.

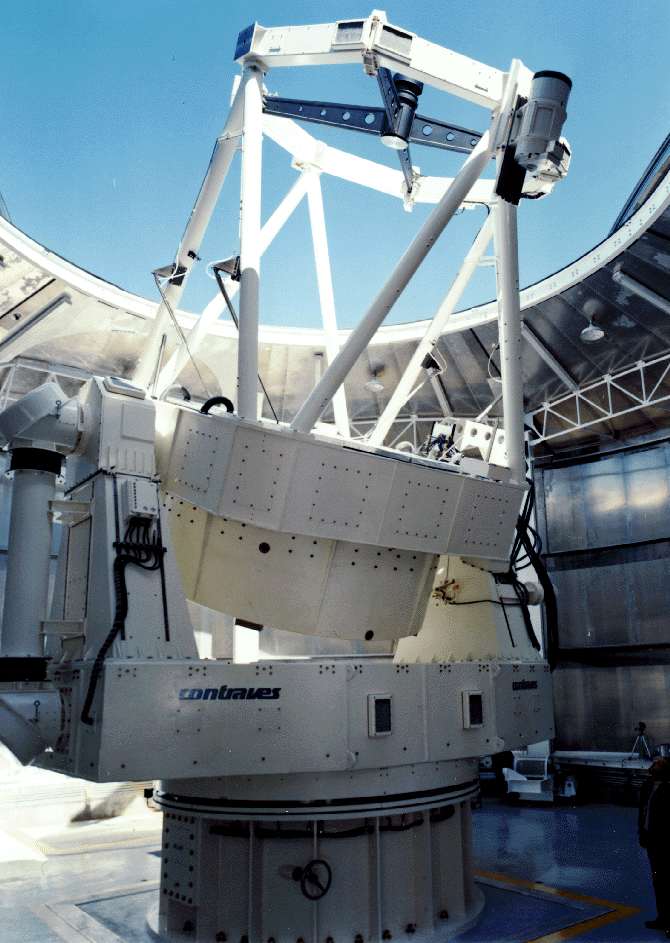
Das 3,5-Meter-Spiegelteleskop

Zu ihren optischen Ausrüstung gehören ein
- 3,5-Meter-Spiegelteleskop, seit 1994 in Betrieb und seit 1997 ausgestattet mit einer adaptiven Optik, ein
- 1,5-Meter-Teleskop, und ein
- Laseremitter mit einer Apertur von 1,0 Meter,

wobei erstere auch gelegentlich für astronomische Untersuchungen verwendet werden.

## Militärische Nutzung
Laut einem Artikel der New York Times vom 3. Mai 2006 wird in der Einrichtung an einem Verfahren geforscht, die das Ausschalten von Satelliten mittels bodengestütztem Laser ermöglichen soll. Entsprechende Dokumente zur Budgetbeschaffung wären dem US-Kongress vorgelegt worden. Ein solches System entspräche einer Energiewaffe oder einer Weltraumwaffe.